# Jours fériés au Niger

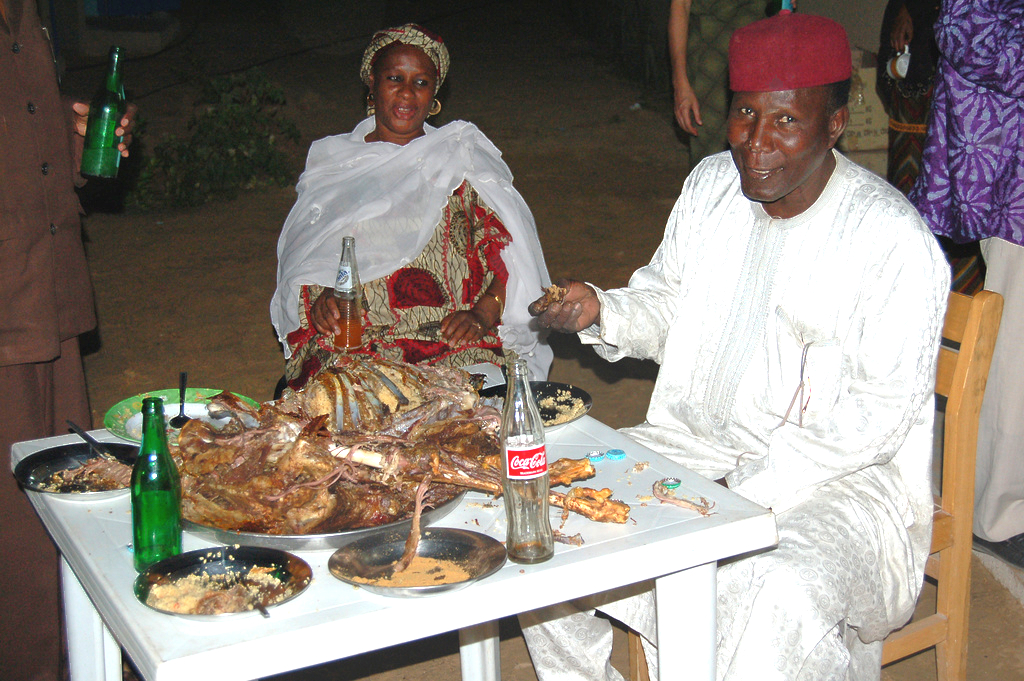
Un festin traditionnel de mouton ou de chèvre à Diffa, en avril 2006.

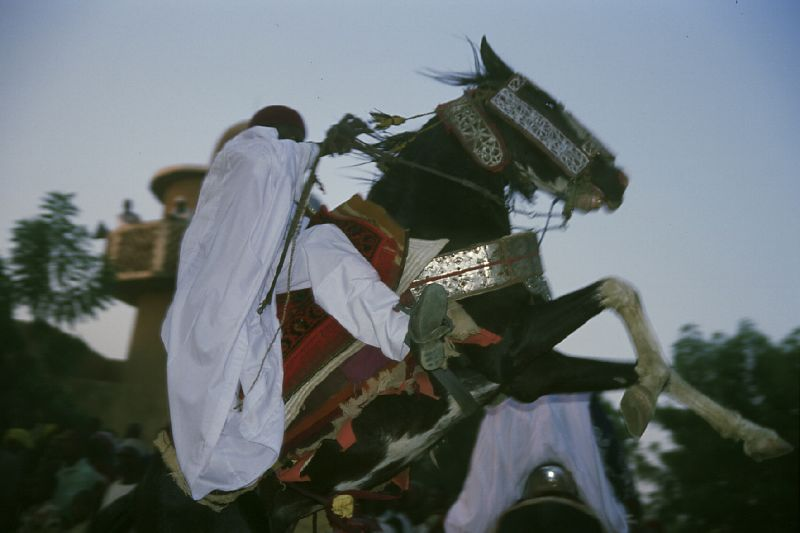
Des cavaliers au festival traditionnel Aïd el-Fitr du Sultanat du Damagaram, à Zinder.

Les habitants du Niger observent douze jours fériés officiels,. Il s'agit notamment de commémorations internationales, de commémorations des dates importantes de l'histoire du Niger et de fêtes religieuses. Les fêtes chrétiennes et musulmanes sont considérées comme des jours fériés officiels. Alors que l'ancienne puissance coloniale, la France, a institué des observances chrétiennes, la grande majorité des Nigériens sont musulmans.
Les fêtes musulmanes dépendent du calendrier islamique et, comme la Pâques chrétienne, se déplacent d'année en année. Certaines fêtes musulmanes dépendent également d'observations astronomiques (par exemple : l'observation du lever de la lune pour le Ramadan). Les commémorations nationales et les fêtes internationales laïques sont fixées sur le calendrier grégorien, le calendrier civil standard utilisé au Niger comme dans la plupart des pays du monde.
Les Nigériens célèbrent un certain nombre d'autres fêtes, festivals et commémorations qui ne sont pas des jours fériés. Certaines sont des commémorations civiques annuelles, certaines des festivals religieux, ethniques ou régionaux qui peuvent être largement célébrés ou uniquement fêtés par des groupes spécifiques ou dans des zones spécifiques. D'autres événements annuels, tels que des festivals culturels, des marchés ou des événements sportifs, peuvent être des événements très attendus sans être des jours fériés.

## Jours fériés officiels
Les douze jours fériés officiels reconnus par le gouvernement du Niger sont présentés dans le tableau ci-dessous. Les entreprises, les écoles et les services publics sont fermés ces jours-là. Ce sont souvent des dates de fêtes publiques, de discours politiques et de grands rassemblements.

### Jours fériés fixes
| Date        | Nom africain                    | Remarques |
| ----------- | ------------------------------- | --- |
| 1er janvier | Le jour de l'An                 | |
| 24 avril    | Journée de la Concorde          | Commémore les accords de paix mettant fin à la rébellion touareg en 1995                                           |
| 1er mai     | Fête du Travail                 | Célébration nigérienne de la journée internationale des travailleurs                                               |
| 26 juillet  | Fête légale                     | Afin de commémorer tous les ans l'arrivée des militaires au pouvoir par un coup d'État à l'été 2023.               |
| 3 août      | Fête de l'Indépendance du Niger | Commémoration de l'indépendance du Niger en 1960 vis-à-vis de la France                                            |
| 18 décembre | Fête de la République du Niger  | Commémoration de la Première République du Niger, semi-indépendante mais encore sous l'autorité française, en 1958 |
| 25 décembre | Jour de Noël                    | |

Les jours suivants sont des jours fériés officiels dont la date peut varier, selon leur calendrier correspondant. Certaines fêtes musulmanes dépendent également de l'observation astronomique locale. Pour la période 2008-2013, l'ordre dans lequel ils se produisent est le suivant.
| Mois possibles : de 2008 à 2013 | Nom et traduction  | Remarques |
| ------------------------------- | ------------------ | --- |
| De janvier à décembre           | Aïd al-Adha        | Commémoration du sacrifice d'Abraham : festin d'agneau ou de chèvre. Rassemblement familial particulièrement important au Niger, appelé la « tabaski ».                                 |
| De janvier à décembre           | Nouvel an musulman | Mouharram |
| Mars ou avril                   | Lundi de Pâques    | Fête chrétienne de la Résurrection, rupture du jeûne du Carême |
| De janvier à mars               | Mawlid             | Anniversaire du Prophète, localement appelé « Mouloud » : célébrée avec des rassemblements nocturnes de familles et de communautés.                                                     |
| D'août à octobre                | Laylat al-Qadr     | Prières nocturnes et réflexion dans les 10 dernières nuits du Ramadan. |
| De novembre à septembre         | Aïd el-Fitr        | Soirées festives et fêtes pour célébrer la rupture du jeûne du Ramadan . Les rassemblements et festivals régionaux comprennent les festivités du carnaval au Palais du Sultan à Zinder. |

## Autres fêtes
Les Nigériens célèbrent un certain nombre de fêtes et de festivals. Beaucoup sont régionaux, reconnus partiellement ou seulement localement par le gouvernement, ou sont des traditions de groupes ethniques spécifiques. Ils comprennent ,: 
- La Cure salée : rassemblement annuel des clans nomades touaregs et peuls à Ingall (août ou septembre) ;
- Guéréwol : Le festival de jumelage Peul-Bororo à la fin de la saison des pluies (août ou septembre). Célèbre pour le maquillage et la danse traditionnels des jeunes Peuls désireux de courtiser une épouse, Guéréwol se déroule à la fois en conjonction avec la Cure salée, ainsi que dans d'autres lieux de rassemblement traditionnels des nomades du nord du Niger ;
- Journée nationale de la femme nigérienne (13 mai). Commémore une marche des femmes de 1992 à Niamey pendant la période de la Conférence nationale, exigeant une plus grande implication des femmes dans les institutions nationales. Transformé en commémoration nationale le 25 novembre 1992[9].
- Festival national de la jeunesse, des sports et de la culture : compétition sportive et culturelle nationale pour les jeunes parrainée par le gouvernement (annuelle) ;
- Championnat national de lutte traditionnelle. Les concurrents passent des championnats régionaux à la finale nationale par équipes qui décerne un trophée prestigieux, un sabre de cérémonie, à l'une des régions du pays ;
- Foires agro-sylvopastorales : forum annuel de gouvernance agropastorale et culturel, Niamey ;
- Prix Dan-Gourmou : Concours et festival annuel de musique, Niamey ;
- Festival International de la Mode Africaine (FIMA), tous les deux ans à Niamey ;
- Rencontres Théâtrales du Niger : Festival national de théâtre ;
- Festival international de conte Gatan - Gatan : Festival de contes traditionnels ;
- Salon international de l'artisanat pour la femme (SAFEM) : Festival des femmes artisanes, Niamey ;
- Festival de l'Aïr (27-29 décembre) : Festival de musique et d'art à Iférouane ;
- Hotoungo à Gangui, rassemblement et festival traditionnel des agriculteurs locaux ;
- Fête « Bianou » à Agadez ;
- Festival « Wassan Kara » à Zinder ;
- La « Guetna » à Tassara, Fête annuelle chez les Arabes nomades de Diffa ;
- Fête religieuse animiste annuelle d'Anza à Massalata-Konni, près de Dogondoutchi ;
- Fête traditionnelle des pêcheurs à Karay-Kopto sur le fleuve Niger ;
- « Gossi », fête animiste soninké à Karma-Songhaï sur le fleuve Niger ;
- Fête de la girafe (15 septembre), à Kouré, près de Niamey, célébrant la girafe du Niger, originaire de la région ;
- Festival « Sharow Puel » ;
- Tournoi de boxe traditionnelle (Faka) chaque année après la récolte en décembre ou janvier, dans la Région de Zinder ;
- « Mani Hori » : fête de l'artisanat traditionnel des femmes Songhaï, chaque année après la récolte en décembre ou janvier.